# 太田宏介
太田 宏介（おおた こうすけ、1987年7月23日 - ）は、東京都町田市出身の元プロサッカー選手。現役時代のポジションはディフェンダー（左サイドバック、センターバック）、ミッドフィールダー（左ウイングバック）。元日本代表。

## 来歴

### プロ入り前
5歳の時にサッカーを始め、同市出身のサッカー選手秋元陽太とは幼馴染。幼少時から母と兄との3人暮らしで 中学3年生時に両親の離婚が成立。兄と共に将来の母孝行を誓った。
2003年、同郷の小林悠と共に麻布大学附属渕野辺高等学校に進学。2004年、国体選抜に選出され、左サイドバック（SB）を初体験。太田もこれを契機にクロスを武器とする左ウイングバック（WB）としてプレーするようになり、当時日本代表で同ポジションを務めた三都主アレサンドロを目標に挙げていた。同期生の小林や小野寺達也、お笑いコンビ「ぺこぱ」のシュウペイと共に2年生時に第83回全国高校選手権大会、3年生時には同84回大会と2年連続で選手権に出場した。
2005年、ベガルタ仙台の練習に参加。日本代表で左SBを務めた仙台の都並敏史監督は、太田の素質を認めフロントへ推薦したものの、左山晋平の獲得が決まっていたため加入は見送られた。J1クラブからのオファーを得られず大学進学を考えていた中で、憧れのFW三浦知良が所属し、自身も練習生としてトレーニングに参加していた横浜FCからのオファーを受け、プロ入りを決めた。横浜FC加入の経緯については、2012年5月26日に行われたJ1第13節、FC東京対浦和レッズ戦のTV中継時に、ハーフタイムに放送されたクラブ応援コーナーにて「横浜FCに入った時はカズ選手がいたから？」との質問を受け「それWikipediaで載ってましたけど、もちろんカズさん大好きな選手ですけど、それで判断したわけではないです」と述べている。また太田自身がこのWikipediaのページを読んでいるのかを尋ねられ、実際に読んだと答えた上で「両親は太田の大学進学を希望していたが」との記述に対し「『両親は大学進学を希望していたが』みたいに書いてあったんですが、別にそんなことはないですよね。『あれ？どこからの情報だ？』と思って」と答えている。

### 横浜FC
2005年12月、翌2006年からの横浜FC入団が発表された。この時はMFの選手とリリースされていたがJリーグではDF登録となり、新たな環境と不慣れなポジションへの適応に苦しんだ。2006年6月、J2第20節山形戦でプロデビュー。
2007年序盤には、高木琢也監督の下でCBのレギュラーに抜擢される。ここでの活躍から同年、カナダで開催されたFIFA U-20ワールドカップに臨むU-20日本代表に選出された。同大会ではナイジェリア戦に左SBとして先発フル出場し、グループリーグ首位通過に貢献した。
CB起用が多い状況には葛藤を抱えていたが、2008年には都並新監督から背番号を自身も現役時代に長く着用した「6」に変えるよう指名されるとともに、熱心な指導の下で ポジションを左SBに絞って練習に励んだ。「師匠」と慕う三浦淳宏の支えもあって 守備面でも成長、左SBとして不動の地位を確立した。同年オフに清水エスパルス、サンフレッチェ広島、大宮アルディージャ からオファーを受けた。

### 清水エスパルス
2009年、たびたびJリーグベストピッチ賞に選ばれている日本平スタジアムでプレーしたいという希望もあり、清水に完全移籍。清水にとっては左サイドからの攻撃強化のため、2年越しでのオファーの末の獲得だった。
左サイドからの高精度のクロスを武器に、児玉新らとのポジション争いを制して 左SBのレギュラーに定着。2010年1月のAFCアジアカップ最終予選・イエメン戦に、若手主体の構成ながらA代表として招集され、先発フル出場。国際Aマッチデビューを飾った。
2011年は、チーム最長となるリーグ戦全試合に出場する一方で DFながら無警告を達成し、Jリーグアウォーズで優秀選手賞 及びフェアプレー賞を受賞。8月に札幌でおこなわれた日本代表候補のトレーニングキャンプにも招集された。同年オフには清水から契約延長を要請される中、オランダ・FCトゥウェンテ、FC東京、浦和レッズから獲得の打診を受け 争奪戦となった。

### FC東京
2012年、運動量と突破力を評価され、FC東京に完全移籍。この年は清水在籍時からの古傷の影響により本領を発揮できなかったが、2013年にかけて復調。プレースキッカーも任され、高精度のFKによる アシストの量産 と自身初となるリーグ戦での複数得点を記録。優秀選手賞にも選出された。同年末、FC東京との4年契約を締結。
2014年は正確なクロスに加え守備面でも大きく向上し失点減に貢献。踵の負傷に耐えながらも自身初となるリーグ戦全試合フル出場、リーグ最多のクロス、10アシスト を記録し、自身初のJリーグベストイレブン選出。同年10月にはキリンチャレンジカップに臨むA代表に選出され、4年9ヶ月ぶりに 代表復帰。親善試合ながら好機を作って 手応えを掴み、12月には翌年開催のアジアカップメンバーに選出された。
2015年3月、ウズベキスタン代表戦で自身初の国際Aマッチでのアシストを記録。クラブでも次々と得点を生み出し、同年7月のJ1-2nd第2節新潟戦でJリーグ史上初となるDF登録選手としての2年連続二桁アシストを達成し、通年ではJ1最多の13アシストを記録。昨年に続きリーグベストイレブンを受賞した。

### フィテッセ・アーネム
2015年12月、「熱心に自分のことを追いかけてくれた」というオランダ1部リーグ・SBVフィテッセへの完全移籍を発表。FC東京とは2017年末までの契約を残していたが、フィテッセは満額の違約金を支払い、2020年夏までとなる4年半の長期契約となった。
翌2016年1月より合流し、同月17日の2015-2016エールディヴィジ第18節カンブール戦で左SBとして初出場。同年2月、SBとしてレギュラーに定着した第25節のヘーレンフェーンでは初アシストを記録。同シーズンは出場停止を除く全試合に出場した。
2016-2017シーズンは、開幕節ヴィレムII戦で左SBで先発したものの、ヘンク・フレーザー新監督はCBを本職とするアーノルト・クライスワイクをSBで起用するなど 守備偏重の戦術を採り太田を冷遇。一時はカップ戦要員として扱われるも 練習態度とコミュニケーションでチームメートからの支持を集め、シーズン半ばにはフレーザーの信頼を勝ち取りレギュラーに復帰。プレースキッカーも務めた。
同年末、古巣FC東京からオファーを受ける。フィテッセからは強く慰留され 高評価を光栄と思う一方、最も愛着とやりがいのあるクラブでのプレーを望み退団を決断。

### FC東京復帰
2017年、FC東京へ完全移籍で復帰。以前同様プレースキッカーを担った。4月22日、第8節のアルビレックス新潟戦で復帰後初得点を決めた。
続く2018シーズンや2019シーズン序盤はレギュラーとして出場していたが、若手の小川諒也の台頭もあってポジションを失った。

### 名古屋グランパス
2019年7月2日、出場機会を求めて名古屋グランパスへ完全移籍。

### パース・グローリーFC
2020年12月17日、Aリーグのパース・グローリーFCへの移籍が発表された。

### FC町田ゼルビア
2022年7月、地元のクラブであるJ2のFC町田ゼルビアへ完全移籍で加入。
2023年10月3日、今シーズン限りでの現役引退を発表した。

### 引退後
2024年1月14日、「FC町田ゼルビア アンバサダー」に就任した。

## エピソード
- 横浜FC退団時、三浦淳寛から「自信と過信は紙一重」（元は小嶺忠敏の言葉）と書かれたユニフォームを譲り受け、以後この言葉を座右の銘としている[53][81][11]。
- 2013年12月、同年8月のJ1第20節川崎フロンターレ戦で決めたFKが、やべっちFC〜日本サッカー応援宣言〜「2013 J LEAGUE YABECCHI F.C. AWARDS」のFK賞として選定された[82]。
- 2014年3月、Jリーグとキャプテン翼のコラボレーションの一環として[83]早田誠のカミソリシュートに挑戦[84]。急激なカーブを描く鮮やかな弾道で原作さながらのプレーを再現し、CG合成も疑われた[85]。本人は疑惑を否定するも、色々な条件が重なって生まれたゴールなので公式戦では難しいとコメントしている[86]。
- 2014年8月、植田朝日の指名を受けて[87]アイス・バケツ・チャレンジを行う[88]。橘ゆりか、小林悠、長谷川アーリアジャスールの3名を指名[89]。
- 2014年8月より「ふるさとアスリート」の一員として吉本興業とマネジメント契約を締結[86]。
- 2017年7月6日、モデルの福間文香と結婚。2019年7月5日に第1子男児[90]、2023年2月に第2子男児[91]、2025年3月に第3子男児が誕生した[92]。

## 所属クラブ
ユース経歴
- 1994年 - 1999年 つくし野SSS（つくし野天使幼稚園[14] / 町田市立小川小学校[15]）
- 2000年 - 2002年 FC町田（現：FC町田ゼルビアジュニアユース）(町田市立つくし野中学校[15])
- 2003年 - 2005年 麻布大学附属渕野辺高等学校

プロ経歴
- 2006年 - 2008年  横浜FC
- 2009年 - 2011年  清水エスパルス
- 2012年 - 2015年  FC東京
- 2016年 - 2017年  フィテッセ
- 2017年 - 2019年7月 FC東京
- 2019年7月 - 2020年  名古屋グランパス
- 2021年 - 2022年  パース・グローリーFC
- 2022年7月 - 2023年  FC町田ゼルビア

## 個人成績
| 国内大会個人成績 | 国内大会個人成績 | 国内大会個人成績 | 国内大会個人成績 | 国内大会個人成績 | 国内大会個人成績 | 国内大会個人成績 | 国内大会個人成績 | 国内大会個人成績 | 国内大会個人成績 | 国内大会個人成績 | 国内大会個人成績 |
| 年度             | クラブ           | 背番号           | リーグ           | リーグ戦         | リーグ戦         | リーグ杯         | リーグ杯         | オープン杯       | オープン杯       | 期間通算         | 期間通算         |
| 年度             | クラブ           | 背番号           | リーグ           | 出場             | 得点             | 出場             | 得点             | 出場             | 得点             | 出場             | 得点             |
| 日本             | 日本             | 日本             | 日本             | リーグ戦         | リーグ戦         | リーグ杯         | リーグ杯         | 天皇杯           | 天皇杯           | 期間通算         | 期間通算         |
| ---------------- | ---------------- | ---------------- | ---------------- | ---------------- | ---------------- | ---------------- | ---------------- | ---------------- | ---------------- | ---------------- | ---------------- |
| 2006             | 横浜FC           | 26               | J2               | 1                | 0                | -                | -                | 1                | 0                | 2                | 0                |
| 2007             | 横浜FC           | 26               | J1               | 17               | 0                | 3                | 0                | 0                | 0                | 20               | 0                |
| 2008             | 横浜FC           | 6                | J2               | 31               | 0                | -                | -                | 1                | 0                | 32               | 0                |
| 2009             | 清水             | 4                | J1               | 23               | 0                | 4                | 0                | 5                | 0                | 32               | 0                |
| 2010             | 清水             | 4                | J1               | 28               | 1                | 9                | 0                | 5                | 1                | 42               | 2                |
| 2011             | 清水             | 4                | J1               | 34               | 1                | 3                | 0                | 3                | 0                | 40               | 1                |
| 2012             | FC東京           | 6                | J1               | 14               | 0                | 0                | 0                | 0                | 0                | 14               | 0                |
| 2013             | FC東京           | 6                | J1               | 34               | 3                | 5                | 0                | 5                | 2                | 44               | 5                |
| 2014             | FC東京           | 6                | J1               | 34               | 1                | 5                | 1                | 2                | 1                | 41               | 3                |
| 2015             | FC東京           | 6                | J1               | 30               | 3                | 6                | 0                | 2                | 0                | 38               | 3                |
| オランダ         | オランダ         | オランダ         | オランダ         | リーグ戦         | リーグ戦         | リーグ杯         | リーグ杯         | KNVBカップ       | KNVBカップ       | 期間通算         | 期間通算         |
| 2015-16          | フィテッセ       | 8                | エールディヴィジ | 16               | 0                | -                | -                | -                | -                | 16               | 0                |
| 2016-17          | フィテッセ       | 8                | エールディヴィジ | 10               | 0                | -                | -                | 2                | 0                | 12               | 0                |
| 日本             | 日本             | 日本             | 日本             | リーグ戦         | リーグ戦         | リーグ杯         | リーグ杯         | 天皇杯           | 天皇杯           | 期間通算         | 期間通算         |
| 2017             | FC東京           | 6                | J1               | 32               | 1                | 1                | 0                | 0                | 0                | 33               | 1                |
| 2018             | FC東京           | 6                | J1               | 25               | 1                | 2                | 0                | 2                | 0                | 29               | 1                |
| 2019             | FC東京           | 6                | J1               | 4                | 0                | 8                | 1                | -                | -                | 12               | 1                |
| 2019             | 名古屋           | 36               | J1               | 12               | 0                | 2                | 0                | 0                | 0                | 14               | 0                |
| 2020             | 名古屋           | 36               | J1               | 9                | 0                | 2                | 0                | -                | -                | 11               | 0                |
| オーストラリア   | オーストラリア   | オーストラリア   | オーストラリア   | リーグ戦         | リーグ戦         | リーグ杯         | リーグ杯         | FFA杯            | FFA杯            | 期間通算         | 期間通算         |
| 2020-21          | パース・G        | 8                | Aリーグ          | 19               | 0                | -                | -                | -                | -                | 19               | 0                |
| 2021-22          | パース・G        | 8                | Aリーグ          | 11               | 0                | -                | -                | 0                | 0                | 11               | 0                |
| 日本             | 日本             | 日本             | 日本             | リーグ戦         | リーグ戦         | リーグ杯         | リーグ杯         | 天皇杯           | 天皇杯           | 期間通算         | 期間通算         |
| 2022             | 町田             | 4                | J2               | 7                | 0                | -                | -                | 0                | 0                | 7                | 0                |
| 2023             | 町田             | 6                | J2               | 11               | 0                | -                | -                | 1                | 0                | 12               | 0                |
| 通算             | 日本             | 日本             | J1               | 296              | 11               | 50               | 2                | 24               | 4                | 370              | 17               |
| 通算             | 日本             | 日本             | J2               | 50               | 0                | -                | -                | 3                | 0                | 53               | 0                |
| 通算             | オランダ         | オランダ         | エールディヴィジ | 26               | 0                | -                | -                | 2                | 0                | 28               | 0                |
| 通算             | オーストラリア   | オーストラリア   | Aリーグ          | 30               | 0                | -                | -                | 0                | 0                | 30               | 0                |
| 総通算           | 総通算           | 総通算           | 総通算           | 402              | 11               | 50               | 2                | 29               | 4                | 481              | 17               |

その他の公式戦
| 2019   | F東23  | 6      | J3     | 2 | 0 | 2 | 0 |
| 通算   | 日本   | 日本   | J3     | 2 | 0 | 2 | 0 |
| 総通算 | 総通算 | 総通算 | 総通算 | 2 | 0 | 2 | 0 |

- 2012年
  - スーパーカップ 1試合0得点

| 国際大会個人成績 | 国際大会個人成績 | 国際大会個人成績 | 国際大会個人成績 | 国際大会個人成績 |
| 年度             | クラブ           | 背番号           | 出場             | 得点             |
| AFC              | AFC              | AFC              | ACL              | ACL              |
| ---------------- | ---------------- | ---------------- | ---------------- | ---------------- |
| 2012             | FC東京           | 6                | 4                | 0                |
| 通算             | AFC              | AFC              | 4                | 0                |

出場歴
- 2006年6月7日：J2初出場 - J2第20節 vsモンテディオ山形 (山形県)[6]
- 2007年4月8日：J1初出場 - J1第5節 vsジェフユナイテッド市原・千葉 (フクアリ)
- 2010年8月22日：Jリーグ初得点 -  J1第20節 vsジュビロ磐田 (エコパ)
- 2011年11月20日：J1・100試合出場 - J1第32節 vs柏レイソル (アウスタ)
- 2015年6月20日：J1・200試合出場 - J1 1st第16節 vsサガン鳥栖 (ベアスタ)
- 2016年1月16日：エールディヴィジ初出場 - 第18節 vsSCカンブール・レーワルデン (Cambuur Stadion)

## タイトル

### クラブ
横浜FC
- J2リーグ（2006年）

FC町田ゼルビア
- J2リーグ（2023年）

### 個人
- Jリーグフェアプレー個人賞（2011年）
- Jリーグ優秀選手賞（2011年、2013年、2014年、2015年）
- Jリーグベストイレブン（2014年、2015年）

## 代表歴
- 2010年1月6日：国際Aマッチ初出場 - AFCアジアカップ2011 (予選) 対イエメン戦 (Ali Muhesen Stadium)

### 出場大会
- U-19日本代表
  - 2006年 - 候補合宿
- U-20日本代表
  - 2007年 - Campos VerdesトーナメントU-20、トゥーロン国際大会 (en) 、2007 FIFA U-20ワールドカップ
- 日本代表
  - 2010年 - 2011 AFCアジアカップ最終予選
  - 2011年 - 候補合宿[37]、2014 FIFAワールドカップ・アジア予選予備登録[93]
  - 2012年 - 候補合宿[94]
  - 2014年 - キリンチャレンジカップ
  - 2015年 - AFCアジアカップ2015、2018 FIFAワールドカップ・アジア2次予選、東アジアカップ2015
  - 2016年 - 2018 FIFAワールドカップ・アジア3次予選

### 試合数
- 国際Aマッチ 7試合 0得点 (2010年 - 2015年)

| 日本代表 | 国際Aマッチ | 国際Aマッチ |
| 年       | 出場        | 得点        |
| -------- | ----------- | ----------- |
| 2010     | 1           | 0           |
| 2014     | 3           | 0           |
| 2015     | 3           | 0           |
| 通算     | 7           | 0           |

### 出場
| No. | 開催日         | 開催都市 | スタジアム                         | 対戦国         | 結果 | 監督           | 大会                                                           |
| --- | -------------- | -------- | ---------------------------------- | -------------- | ---- | -------------- | -------------------------------------------------------------- |
| 1.  | 2010年1月5日   | サヌア   | アリー・ムフセン・スタジアム       | イエメン       | ○3-2 | 岡田武史       | AFCアジアカップ2011予選                                        |
| 2.  | 2014年10月10日 | 新潟     | デンカビックスワンスタジアム       | ジャマイカ     | ○1-0 | アギーレ       | キリンチャレンジカップ2014                                     |
| 3.  | 2014年10月14日 | カラン   | シンガポール・ナショナルスタジアム | ブラジル       | ●0-4 | アギーレ       | 国際親善試合                                                   |
| 4.  | 2014年11月18日 | 大阪     | ヤンマースタジアム長居             | オーストラリア | ○2-1 | アギーレ       | キリンチャレンジカップ2014                                     |
| 5.  | 2015年3月31日  | 東京     | 東京スタジアム                     | ウズベキスタン | ○5-1 | ハリルホジッチ | JALチャレンジカップ2015                                        |
| 6.  | 2015年6月16日  | さいたま | 埼玉スタジアム2002                 | シンガポール   | △0-0 | ハリルホジッチ | 2018 FIFAワールドカップ・アジア2次予選兼AFCアジアカップUAE予選 |
| 7.  | 2015年8月5日   | 武漢     | 武漢体育中心                       | 韓国           | △1-1 | ハリルホジッチ | EAFF東アジアカップ2015                                         |

## 関連情報

### 著書
- 『ぼくの道』ぴあ、2016年。

### 出演

#### テレビ
- 仮面ライダー鎧武/ガイム第37話（2014年、テレビ朝日） - 本人役[95]
- ラストキス〜最後にキスするデート第10回（2016年1月13日、TBS）
- Jリーグラボ第43回 (2016年7月9日、スカパー!)
- ネプリーグ（2018年12月3日、フジテレビ）

#### ウェブテレビ
- FC町田ゼルビアをつくろう〜ゼルつく〜（不定期出演、ABEMA）